# Schenkia spicata
Schenkia spicata (золототисячник колосистий як Centaurium spicatum) — вид рослин з родини Тирличеві (Gentianaceae), поширений у Північній Африці, на півдні Європі, у західній і середній Азії.

## Опис
Однорічна рослина 10–20 см. Квітки в простому або розгалуженому колосоподібному суцвітті. Частки чашечки неоднакові: велика з них довша від коробочки; віночок рожевий. Листки еліптично-довгасті або ланцетні, загострені, з 5 жилками.

## Поширення
Поширений у Північній Африці, на півдні Європі, у західній і середній Азії.
В Україні вид зростає на приморських солонцях і галечниках — у Присивашші, на ПБК (від Севастополя до Феодосії), досить рідко.